# 北畝
北畝 (きたせ) は、岡山県倉敷市水島地域にある町丁である。福田地区の中西部に位置する。
かつての児島郡福田新田村の北部にあたり、明治初期頃まで児島郡北畝村と名乗った。おおむね現在の倉敷市立第四福田小学校区に相当する。
郵便番号は、712-8032（水島郵便局管区）。人口は、7439人（男性3694人、女性3745人）。世帯数は、3940世帯（平成24年9月末現在）。

## 概要
北畝1〜7丁目からなる。
水島支所管内のほぼ中央に位置し、福田エリアの中西部にあたり、ほぼ北側を頂点とした正三角形の形をしたエリアである。西端を北側から南西へ水島臨海鉄道が通過しており、弥生駅と栄駅が設置されている。また、東端を北側から南東へ岡山県道274号福田老松線が通過している。県道274号は福田古新田造成時の堤防上にあたる。南側は東塚・中畝地区と隣接、東は福田町古新田地区、西には水島市街と隣接する。さらに中央部を東西に倉敷市道古城池線、また中央部を南北に大型市道が通過しており、当地中央で交差している。
古くは海域（水島灘）であり、高梁川が中世後期以降の干拓により河口部が南下していき、当地は東高梁川河口沖へ位置するように変貌していった。そのため高梁川の沖積作用により干潟が生まれていき、最初に享保年間に福田村沖が干拓された（のちの福田古新田）。さらにその西方に高塚原と呼ばれる広大な干潟が生まれ、三角州へと変貌していく中、嘉永5年より干拓され、あらたに福田新田が造成された。福田新田は広域のため6つに分けられ、北部は北畝と名付けられた。これが当地の起源である。
明治になると、同11年に、中畝・南畝各村と合併し、中畝村（なかせそん）を新設。同22年6月1日には町村制施行にあたり、中畝村は松江村（東塚村と松江村が合併して出来た村）と合併し、福田新田村（ふくだしんでんそん）を新設した。その後、同37年4月に福田村（旧）と呼松村と合併、新・福田村（のちの福田町）を新設するに至った。
倉敷市に合併後、大字の一部に旧町名を冠し「福田町北畝」を名乗っていたが、のちに現在のように福田町を大字からと取り去り「北畝」となった。
新田開発されて以降、米・麦・イグサ・綿花を中心とした農業地帯であったが、近代では畑作が中心となる。
戦時中から、東高梁川廃川地に三菱重工業水島航空機製作所の社宅が建設されたのを契機とし、周辺が開発され、また道路網が発達。昭和30年代頃からは水島臨海工業地帯が造成され、従業員等関係者が県内外の全国各地から多数集まり、次々と宅地や商店・事業所等が建設されていき、農地はほとんど消滅して市街化し人口も激増した。人口のピークは昭和50年代前後であった。
エリア北部に福田神社がある。

## 人口・世帯数
平成24年9月末現在。
| 町字      | 世帯数 | 男性人口 | 女性人口 | 総人口 | 備考 |
| --------- | ------ | -------- | -------- | ------ | ---- |
| 北畝1丁目 | 820    | 900      | 825      | 1725   |      |
| 北畝2丁目 | 626    | 662      | 647      | 1309   |      |
| 北畝3丁目 | 298    | 339      | 360      | 699    |      |
| 北畝4丁目 | 526    | 632      | 627      | 1259   |      |
| 北畝5丁目 | 677    | 841      | 866      | 1707   |      |
| 北畝6丁目 | 732    | 897      | 924      | 1821   |      |
| 北畝7丁目 | 261    | 323      | 321      | 644    |      |
| 総計      | 3940   | 3694     | 3745     | 7439   |      |

## 学区
小学校区
全域が第四福田小学校区。
中学校区
全域が福田中学校区。

## 主要施設
教育施設
- 倉敷市立第四福田小学校 - 北畝3
- 倉敷市立第四福田幼稚園 - 北畝3
- マリア幼稚園 - 北畝2
- かがやき保育園 - 北畝1

郵便局
- 倉敷北畝郵便局 - 北畝7

金融機関
- 玉島信用金庫 古城池支店 - 北畝5

医療施設
- 白神医院 - 北畝2

企業事業所
- 栗原工業 倉敷事業所 - 北畝5

商店
- ファッションセンターしまむら 北畝店 - 北畝1
- コープ 北畝店 - 北畝5
- ツタヤ ライブ水島店 - 北畝5
- ハードオフ倉敷北畝店 -北畝6
- ガスト 水島北店 - 北畝7
- ミスターバーグ 倉敷北畝店 - 北畝7
- ニシナ 水島北店 - 北畝7

神社仏閣・教会・ほか宗教関連施設
- 福田神社 - 北畝3
- 北畝神社 - 北畝6
- 水島聖約キリスト教会 - 北畝1
- カトリック水島教会 - 北畝2
- 日本キリスト教団 倉敷水島教会[5] - 北畝3
- 天理教 亀島分教会 - 北畝5

## 交通
鉄道
- 水島臨海鉄道
  - 弥生駅
  - 栄駅